# Jablonové (Žilina)
Jablonové (in ungherese Almásfalu, in tedesco Jablonau) è un comune della Slovacchia facente parte del distretto di Bytča, nella regione di Žilina.

## Storia
Il villaggio venne citato per la prima volta nel 1265 come possedimento dei signori di Suľov, per poi passare ai nobili locali Marsó (Maršovský).